# Embelia palauensis
Embelia palauensis är en viveväxtart som beskrevs av Carl Christian Mez. Embelia palauensis ingår i släktet Embelia och familjen viveväxter. Inga underarter finns listade i Catalogue of Life.